# Wyspa Vansittart (Nunavut)
Vansittart Island − jedna z wysp Archipelagu Arktycznego w kanadyjskim terytorium Nunavut. Znajduje się na północ od wyspy Southampton i zajmuje powierzchnię 997 km².